# Сыдыкова, Лейла Чынтургановна
Лейла Чынтургановна Сыдыкова (род. 23 ноября 1957 года, Фрунзе, СССР) — доктор юридических наук, профессор. Проректор по международным связям Кыргызско-Российского Славянского Университета. Заслуженный юрист Кыргызской Республики. Заслуженный работник образования Кыргызской Республики. Депутат Жогорку Кенеша.

## Биография
Окончила в 1981 году Киргизский государственный университет по специальности «правоведение», с присвоением квалификации «юрист». В том же году поступила на работу в Киргизский государственный университет на кафедру уголовного права и процесса в качестве преподавателя. С 1982 по 1985 года прошла аспирантуру КГУ по кафедре уголовного права и процесса заочного отделения. В 1988 году успешно защитила диссертацию на соискание ученой степени кандидата юридических наук в Ленинградском университете им. Жданова по теме «Уголовно-правовая борьба со взяточничеством»; по материалам Кыргызской Республики.
С 1996 по 2006 годы была членом Центральной избирательной комиссии Кыргызской Республики, руководителем судебно-консультативной комиссии по реформе судебной системы Кыргызской Республики. На кафедре уголовного права и процесса КГУ она работала на должности старшего преподавателя кафедры, доцента, заведующей, а затем в 1993 года была назначена деканом юридического факультета КГУ.
В 1994 году решением Высшей аттестационной комиссии Кыргызской Республики ей присвоено ученое звание доцента по кафедре уголовного права и процесса.
В 1994 году перешла на работу в Кыргызско-Российский Славянский университет на должность доцента кафедры экономико-юридических дисциплин. После создания самостоятельного юридического факультета КРСУ была избрана на должность декана данного факультета, где работала до декабря 2007 года.
В 2000 году в Казахском Государственном университете им. Аль-Фараби успешно защитила докторскую диссертацию на тему «;Проблемы системы наказаний по уголовному законодательству Кыргызской Республики».
29 марта 2001 года решением Президиума ВАК Республики Казахстан присвоена ученая степень доктора юридических наук.
Долгое время помимо основной работы возглавляла Общественное Объединение «Независимые ученые юристы Кыргызской Республики», являлась членом Национального совета по делам правосудия при Президенте Кыргызской Республики.
С 1996 по 2006 г.г. была членом Центральной избирательной комиссии Кыргызской Республики, руководителем судебно-консультативной комиссии по реформе судебной системы Кыргызской Республики.
В декабре 2007 года она избрана депутатом Жогорку Кенеша от народной партии «Ак жол».
В 2007—2009 годы была председателем Комитета по обороне, безопасности, правопорядку и судебно-правовой реформе Жогорку Кенеша. С 6 октября 2009 года — председатель Комитета по образованию, науке и физической культуре ЖК.

## Научная деятельность
Лейла Сыдыкова автор более 100 научных публикаций, из них 5 монографий.

### Монографии
- Уголовная ответственность за взяточничество. — Бишкек, 1997.
- Проблема системы наказаний по уголовному законодательству. — Бишкек, 1998.
- Права человека. Теория и практика. — Бишкек, 1998. (В соавторстве).
- Коррупция. Взяточничество. Ответственность. — 1999. (В соавторстве).
- Система и виды наказаний по уголовному праву. −1999.
- Функциональный анализ органов исполнительной власти в Кыргызстане (первые подходы). — 2001. (В соавторстве).

### Статьи
- Сулайманова Н. Н., Сыдыкова Л. Ч. Коррупция в Кыргызской Республике и её предупреждение. Монография. Бишкек: Изд-во КРСУ, 2016. — 297с.
- Сыдыкова Л. Ч., Сулайманова Н. Н. Концептуальные основы судебно-правовой реформы уголовного законодательства в Кыргызстане //Обеспечение национальной безопасности — приоритетное направление уголовно-правовой, криминологической и уголовно-исполнительной политики: Материалы ХI Российского конгресса уголовного права. — М., 2018. — С.680-684.
- Сыдыкова Л. Ч., Сулайманова Н. Н. Реализация уголовного законодательства: проблемы и решения. // Вестник КРСУ, 2018. Том 18. № 3. С.98-100
- Сыдыкова Л. Ч., Сулайманова Н. Н. Проблемы борьбы с коррупцией в КР. Вестник КРСУ. Т. 11. 2018 № 11
- Сыдыкова Л. Ч. О реформе уголовного законодательства в Кыргызской Республике. Кыргызская Республика// Кыргызская Республика: концептуальные основы судебно-правовой реформы 2012—2019 годов. — Бишкек, 2019. — 23-28
- Сыдыкова Л. Ч., Сулайманова Н. Н. Домашнее (семейное насилие) и проблемы правоприменения. — Бишкек, 2020. С. 40-45[4].

## Награды и премии
- Медаль «Ардак» — за большой вклад в совершенствовании нормативно — правовой базы органов внутренних дел Кыргызской Республики, оказание помощи в решении вопросов способствующих усилению борьбы с преступностью и улучшению работы по её профилактике, личное участие в приобретении транспорта и компьютерной техники для сотрудников кыргызской милиции.
- «Заслуженный работник образования Кыргызской Республики» (2000 год)
- Орден «Содружество» МПА СНГ
- Звание «Заслуженный юрист Кыргызской Республики»[1].